# Кузаго
Кузаго, Кузаґо (італ. Cusago) — муніципалітет в Італії, у регіоні Ломбардія,  метрополійне місто Мілан.
Кузаго розташоване на відстані близько 490 км на північний захід від Рима, 13 км на захід від Мілана.

Населення — 3811 осіб (2014).
Покровитель — San Vincenzo Ferreri.

## Демографія
Населення за роками:

Станом на 1 січня 2023 року в муніципалітеті офіційно проживало 190 іноземців з 45 країн, серед них 76 громадян країн Євросоюзу та 6 громадян України.

## Сусідні муніципалітети
- Бареджо
- Чизліано
- Корнаредо
- Гаджано
- Мілан
- Сеттімо-Міланезе
- Треццано-суль-Навільйо